# Sphagnum subacutifolium
Sphagnum subacutifolium är en bladmossart som beskrevs av W. P. Schimper in Warnstorf 1895. Sphagnum subacutifolium ingår i släktet vitmossor, och familjen Sphagnaceae. Inga underarter finns listade i Catalogue of Life.